# Halles de Vauvillers
Les halles de Vauvillers sont situées sur la commune de Vauvillers, dans le département français de la Haute-Saône, en France.

## Historique
L'édifice est inscrit au titre des monuments historiques  par arrêté du 16 mai 1979.